# Assemblée constituante du Bangladesh
L'Assemblée constituante du Bangladesh était le parlement provisoire du pays entre 1971 et 1973. En 1972, elle a rédigé et adopté la Constitution du Bangladesh. L'assemblée était dominée par la Ligue Awami, avec une minorité de législateurs indépendants.

## Création
Avant la guerre de libération du Bangladesh en 1971, la première élection générale du Pakistan avait vu 169 sièges à l'Assemblée nationale du Pakistan oriental et 300 sièges à l'Assemblée provinciale du Pakistan oriental proposés au vote populaire. Le parti de la Ligue Awami s'est présenté sur la base d'une nouvelle constitution pakistanaise basée sur les Six Points de 1966. La Ligue Awami a remporté 167 des 169 sièges de l'Assemblée nationale et 288 des 300 sièges de l'Assemblée provinciale. Bien qu'elle ait obtenu le droit de former un gouvernement, elle n'a pas été autorisée à prendre le pouvoir par l'ancienne junte militaire au Pakistan occidental. Le retard dans le transfert du pouvoir a déclenché la guerre de libération.
Pendant la guerre, les représentants élus se sont réunis à Mujibnagar le 17 avril 1971. Ils ont signé la Proclamation de l'indépendance du Bangladesh, qui a été déclarée constitution provisoire. Les représentants élus ont été transformés en assemblée constituante. Après la fin de la guerre, l'assemblée se réunit en janvier 1972,,.

## Membres
Le nombre initial de membres s'élevait à 469. Cependant, le compte est tombé à 404 après la guerre. Dix législateurs sont morts, dont cinq ont été tués par l'armée pakistanaise. 23 ont été disqualifiés ou expulsés de leur parti, la Ligue Awami, et deux ont fait défection au Pakistan.
Shah Abdul Hamid (en) a été élu président de l'assemblée et Mohammad Mohammadullah vice-président.

## Règles de procédure
Le Règlement intérieur a été adopté lors de la première séance plénière de deux jours.

## Comité d'élaboration
Le Comité de rédaction de la Constitution a été formé le 11 avril 1972. Il comptait 34 membres et Kamal Hossain en était le président. Razia Banu en était la seule femme. L'avocat Amirul Islam et l'avocat Suranjit Sengupta étaient parmi les membres éminents du comité. Sengupta était un membre actif de l'opposition,.

## Débat sur la citoyenneté
Le législateur minoritaire Manabendra Narayan Larma (en) a protesté contre l'utilisation du terme « bengali » pour décrire tous les citoyens bangladais. Dans son discours, Larma a dit que « sous aucune définition ou logique un Chakma ne peut être un Bengali ou un Bengali un Chakma... En tant que citoyens du Bangladesh, nous sommes tous des Bangladeshis, mais nous avons aussi une identité ethnique distincte.... ».

## Article 70
En vertu de la constitution provisoire, le pouvoir législatif relevait du pouvoir exécutif. Lorsque K. M. Obaidur Rahman, un législateur de la Ligue Awami, a demandé pourquoi l'assemblée constituante n'avait pas de pouvoirs législatifs, le Premier ministre Sheikh Mujibur Rahman a été contrarié. Par la suite, sur l'avis du Premier Ministre, le Président Abu Sayeed Chowdhury a présenté le décret de 1972 sur l'Assemblée constituante du Bangladesh (Cessation of Membership - Cessation de l'adhésion). L'ordonnance stipulait que toute résolution prise par un législateur sans l'approbation de son parti entraînerait l'expulsion de l'assemblée. Cet ordre a inspiré l'article 70 de la Constitution du Bangladesh, qui interdit les votes libres et le changement d'allégeance.

## Héritage
La Constitution a fondé la république parlementaire unitaire au Bangladesh. Elle a établi une liste des droits fondamentaux au Bangladesh. La constitution originale de 1972 est souvent citée comme la plus démocratique de l'histoire du Bangladesh, avec des amendements ultérieurs qui ont sapé les pouvoirs démocratiques de la constitution, notamment la séparation des pouvoirs, l'indépendance du pouvoir judiciaire et la liberté des députés de voter et de débattre au parlement. Toutefois, la Constitution a laissé de larges pouvoirs de contrôle judiciaire et de précédents judiciaires, faisant du Bangladesh une partie du monde de la common law,.
Les premiers coups portés à la constitution originale remontent à 1973 et 1974, lorsque le gouvernement du Premier ministre Sheikh Mujibur Rahman a adopté des amendements qui ont donné à l'État le pouvoir de suspendre les droits fondamentaux pendant l'état d'urgence. En 1975, Sheikh Mujibur Rahman a mis en place un gouvernement présidentiel sous l'égide d'un État à parti unique. Après son assassinat, les dirigeants quasi-militaires ont continué la forme présidentielle du gouvernement, mais ont rétabli le multipartisme. Une présidence exécutive a duré jusqu'en 1990, date à laquelle la démocratie parlementaire a été restaurée, et la présidence est revenue à son caractère cérémonial.
En raison de l'article 70 controversé, le Bangladesh n'a jamais vu de motion de censure pour destituer un premier ministre, même si les premiers ministres du pays sont souvent accusés de dictature et d'incompétence. L'absence de freins et contrepoids est souvent critiquée.
La domination des partis de gauche dirigés par la Ligue Awami dans l'assemblée constituante a donné lieu à de nombreuses références au socialisme dans le document. L'influence socialiste contredit l'économie de marché largement libre du Bangladesh.
Le débat sur la citoyenneté de « Bengali contre Bangladais » a contribué à un sentiment d'aliénation au sein de la population autochtone des collines du sud-est du pays et a été considéré comme un facteur à l'origine du conflit des Chittagong Hill Tracts (en), qui a duré deux décennies, jusqu'en 1997.
L'État unitaire établi par la Constitution a été une pierre d'achoppement pour la décentralisation du système judiciaire du Bangladesh. Lorsque le gouvernement a créé les Hautes Cours dans des villes comme Sylhet, Rajshahi et Chittagong en 1988, la Cour suprême a jugé qu'elles étaient en contradiction avec l'État unitaire.